# Abdallah Bah
Abdallah Bah (ur. 30 listopada 1975 w Dakarze) – gwinejski piłkarz grający na pozycji bramkarza.

## Kariera klubowa
Bah urodził się w Senegalu, ale wyemigrował do Francji i tam też rozpoczął karierę piłkarską w juniorach OGC Nice. W 1995 roku awansował do kadry pierwszego zespołu i zadebiutował w nim w Ligue 1. Przez 2 lata był rezerwowym w Nice dla Lionela Letiziego i rozegrał łącznie 3 spotkania w lidze. Następnie odszedł do amatorskiego FA L'Ile-Rousse, gdzie grał w latach 1997-1998. Latem 1998 odszedł do hiszpańskiej Méridy, ale rozegrał w niej zaledwie jedno spotkanie. Wiosną 1999 roku był piłkarzem innego hiszpańskiego zespołu, UP Plasencia. Z kolei od lata 1999 do 2000 roku był zawodnikiem Leyton Orient F.C. W swojej karierze zaliczył także pobyt w amerykańskim D.C. United z Major League Soccer, rezerwach OGC Nice i US Raon-l'Étape, w którym zakończył karierę w 2006 roku.

## Kariera reprezentacyjna
W reprezentacji Gwinei Camara zadebiutował w 1998 roku. W tym samym roku był rezerwowym bramkarzem dla Kémoko Camary w kadrze na Puchar Narodów Afryki 1998. W 2004 roku podczas Pucharu Narodów Afryki 2004 także był rezerwowym zawodnikiem dla Camary i na tym turnieju rozegrał jedno spotkanie, z Tunezją (1:1).